# Tabasco
Tabasco este unul din cele 31 de state federale ale Mexicului situat în estul istmului Tehuantepec de pe coasta Golfului Mexic. Capitala statului este orașul Villahermosa. Statul are o suprafață de  25.267 km² și o populație de 1,9 milioane de locuitori. Tabasco se învecinează cu statele mexicane Campeche, la est, cu Chiapas, la sud, și cu Veracruz, la vest, respectiv cu Guatemala prin intermediul regiunii Rios, la est și sud. Este străbătut de Rio Usumacinta.